# Шаповал Ігор Анатолійович
І́гор Анато́лійович Шапова́л (18 травня 1975, м. Кременчук, Полтавська область, Українська РСР — 10 серпня 2017, с-ще Піски, Ясинуватський район, Донецька область, Україна) — майор міліції у відставці, молодший сержант Збройних сил України, розвідник, учасник російсько-української війни.

## Біографія
Народився 1975 року в м. Кременчук на Полтавщині. Проживав у місті Світловодськ на Кіровоградщині. У 1992 році закінчив Світловодську середню школу № 1.
Навчався у Дніпровському училищі МВС. З 1997 по 2007 рік працював в органах внутрішніх справ. 2005 року закінчив Національну академію МВС України, працював на посаді оперуповноваженого карного розшуку, майор міліції.
Під час російської збройної агресії проти України з 18 серпня 2015 року по 10 жовтня 2016 року служив за мобілізацією у 42-му окремому мотопіхотному батальйоні «Рух Опору» 57-ї окремої мотопіхотної бригади, розвідником. 31 березня 2017 року повернувся до бригади за контрактом.
Молодший сержант, командир розвідувального відділення 57 ОМПБр.
Загинув 10 серпня 2017 року внаслідок підриву на міні МОН-50 з «розтяжкою», під час обстеження «сірої зони» неподалік селища Піски.
| | Своя смерть — це не про тебе, друже. Сьогодні в зоні АТО загинув на розтяжці Ігор Шаповал, відчайдух, справжній офіцер з яскравим чоловічим характером, мєнт до мізку кісток, талановитий опер родом з 90-х. А ще — справжній патріот! А ще — батько! А ще — син! А ще ГЕРОЙ! Маю честь бути твоїм другом, брате! Вічна пам'ять. |
| — Дмитро Ткачонок, заступник начальника Головного управління Національної поліції України в Кіровоградській області. | |

Похований 12 серпня на Алеї героїв АТО центрального цвинтаря Світловодська.
Залишились батьки Таїса Федорівна і Анатолій Якович та донька Діана 2006 р.н.

## Нагороди та вшанування
- Указом Президента України № 318/2017 від 11 жовтня 2017 року, за особисту мужність і самовіддані дії, виявлені у захисті державного суверенітету та територіальної цілісності України, зразкове виконання військового обов'язку, нагороджений орденом «За мужність» III ступеня (посмертно)[8].
- 6 грудня 2017 року у Світловодській ЗОШ I—III ступенів № 3, де навчався Ігор Шаповал, відкрили меморіальну дошку[9].